# Holt Ashley
Holt Ashley (São Francisco, Califórnia, 10 de janeiro de 1923 – 9 de maio de 2006) foi um engenheiro aeronáutico estadunidense, notável por suas pesquisas seminais sobre aeroelasticidade.

## Vida e educação
Ashley estudou no Instituto de Tecnologia de Massachusetts (MIT), onde obteve um grau de Master of Science em engenharia aeronáutica em 1948 e um Ph.D. em 1951, também em engenharia aeronáutica.

## Carreira
De 1951 a 1954 foi membro da faculdade do MIT. Foi Professor Associado do MIT de 1954 a 1960. Tornou-se Full Professor do MIT em 1960, cargo em que permaneceu até 1967.
Em 1967 trabalhou no Department of Aeronautics and Astronautics da Universidade Stanford, onde foi professor de aeronáutica e astronáutica.
Foi eleito membro da Academia Nacional de Engenharia dos Estados Unidos em 1970, "for contributions to the field of aeroelastic structures and unsteady aerodynamics, aiding in the solutions of problems in vibration and gust loading".
Ashley foi presidente do American Institute of Aeronautics and Astronautics (AIAA).
Foi membro dos conselhos consultivos da NASA, do National Advisory Committee for Aeronautics, da Força Aérea dos Estados Unidos e da Marinha dos Estados Unidos.
Morreu em 9 de maio de 2006, aos 83 anos de idade.

## Legado
O American Institute of Aeronautics and Astronautics (AIAA) estabeleceu um prêmio em sua memória, enominado Ashley Award for Aeroelasticity.

### Prêmios e condecorações
- 1969 – AIAA Structures, Structural Dynamics and Materials Award[3]
- 1981 – AIAA Wright Brothers Lecture Award[3]
- 1987 – Anel Ludwig Prandtl da Deutsche Gesellschaft für Luft- und Raumfahrt
- 2003 – AIAA the Daniel Guggenheim Medal[3]
- 2006 – AIAA Reed Aeronautics Award[3]